# The Arcs
The Arcs — американський рок-гурт, заснований солістом гурту The Black Keys Деном Ауербахом та його друзями 2015 року. Дебютний альбом Yours, Dreamily, вийшов 4 вересня 2015 року на музичному лейблі Nonesuch Records.

## Склад
- Ден Ауербах — головний вокал, електрична гітара, бас-гітара, клавішні, синтезатор
- Леон Мікельс — орган, фортепіано, клавішні, синтезатор, орган Хаммонда
- Нік Мовшон — бас-гітара
- Гомер Стенвейз — ударні
- Річард Свіфт — ударні, акустична гітара
- Кенні Воган — баритон-гітара, гітара

## Дискографія

### Студійні альбоми
- 2015 — Yours, Dreamily,
- 2023 — Electrophonic Chronic